# Friedrich Boerner

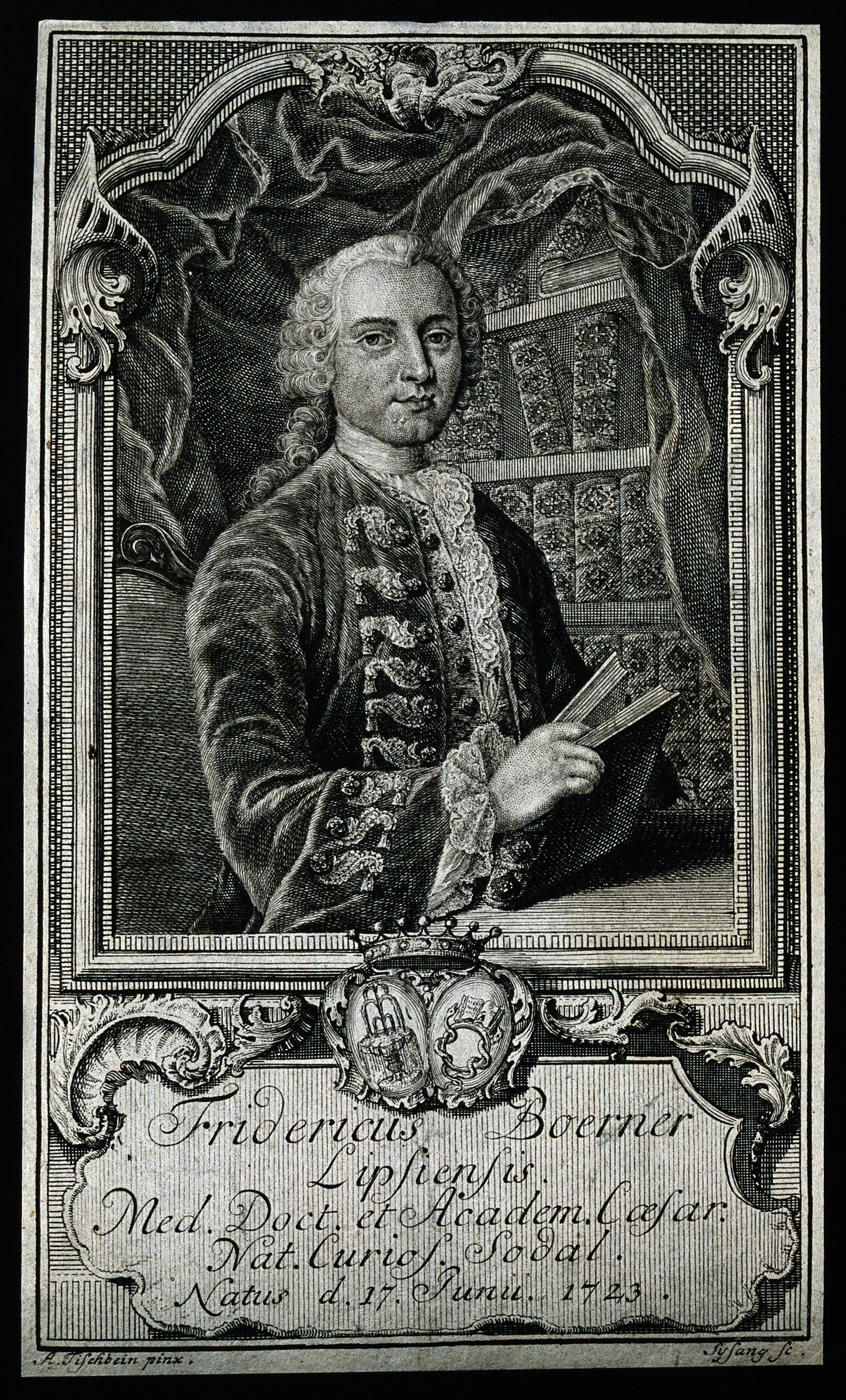

Friedrich Börner, latinisiert Fridericus Boerner[us], (* 17. Juni 1723 in Leipzig; † 30. Juni 1761 ebenda) war ein deutscher Mediziner.

## Leben und Werk
Er war der Sohn Christian Friedrich Börners und seiner Frau Dorothee Sibylle, geborene Grävens, und sollte nach dem Willen des Vaters ein theologisches Studium beginnen. Daher begab er sich 1744 an die Universität Wittenberg. Er wendete sich jedoch später den Naturwissenschaften und im Besonderen der Medizin zu. 1748 promovierte er zum Doktor der Medizin in Helmstedt, war ab 1748 als praktischer Arzt in Wolfenbüttel tätig und wurde 1754 Extraordinierter Professor an der Hochschule Wittenberg. Hier erwarb er am 16. Oktober 1756 den höchsten philosophischen Grad eines Magisters und am 30. April 1759 die Vorleseerlaubnis als Magister legens. Mit Ausbruch des Siebenjährigen Krieges ging er nach Leipzig zurück, wo er verstarb.
Boerner machte sich vor allem wegen seiner literaturhistorischen und biographischen Schriften im Bereich der Medizin einen Namen. In seiner Promotionsdissertation debütierte er mit einer historischen Arbeit über Gymnastik, zeitgleich begann er seine bio-bibliographischen Werke zu Ärzten und Naturforschern, darunter zu Alessandro Benedetti, Girolamo Mercuriale (1530–1606), Martin Pollich und anderen. Er verfasste auch zahlreiche historische Artikel über ältere und seltene naturwissenschaftliche Werke.
Am 26. Januar 1750 wurde Friedrich Börner mit dem akademischen Beinamen Cineas II. als Mitglied (Matrikel-Nr. 562) in die Leopoldina aufgenommen. Am 9. September 1752 wurde Boerner in Göttingen in die Deutsche Gesellschaft aufgenommen und am 16. September 1752 überließ er der Universitätsbibliothek Göttingen ein Schachtraktat, das unter der Bezeichnung Göttinger Handschrift Bedeutung erlangte.

## Werke
- Aufrichtige und unpartheyische Gedancken von der Electricität, worinnen der Herr Prof. bose in Wittenberg gegen das partheyische Urtheil des Hamburgischen Correspondenten gerettet wird. Wittenberg  1744.[2]
- De arte gymnastica nova Dissertation, Helmstedt 1748. (Digitalisat)
- Nachrichten von den vornehmsten Lebensumständen und Schriften jetztlebender berühmter Ärzte und Naturforscher in und um Deutschland. Meißner, Wolfenbüttel 1748–1764. (Digitalisat Band 1), (Band 2), (Band 3), (Band 4), (Band 5)
- Als der Hochedelgebohrne und Hocherfahrne Herr Urb. Friedr. Benedict Brückmann, aus Wolfenbüttel, den des Wintermonats im Jahre 1750 die längstverdiente höchste Würde in der Arzeneykunst auf der berühmten Julius-Carls-Universität zu Helmstädt empfing, wollte in gegenwärtigem Sendschreiben kürzlich untersuchen: ob dem Frauenzimmer erlaubt sey, die Arzeneykunst auszuüben? und zugleich seinen aufrichtigen Glückwunsch abstatten D. Friedrich Börner, der Röm. Kaiserl. Akademie der Naturforscher Mitglied. Breitkopf, Leipzig 1750. (Digitalisat)
- De Alexandro Benedicto Medicinae post literas renatas restauratore commentatio. Keitel, Braunschweig 1751. (Digitalisat)
- De vita, moribus, meritis et scriptis Hieronymi Mercurialis Foroliviensis commentatio. Keitel, Braunschweig 1751. (Digitalisat)
- De Cosma et Damiano artis medicae diis olim et adhuc hodie hinc illincque tutelaribus commentatio. Leuckard,  Helmstedt 1751. (Digitalisat)
- De vita et meritis Martini Pollichii, Mellerstadii, primi in Academia Vitembergensi Rectoris Magnifici et Prof. med. Bartsch, Wolfenbüttel 1751. (Digitalisat)
- Bibliothecae librorum rariorum physico-medicorum historico-criticae. 2 Bände. Leuckard, Helmstedt 1751–1752. (Digitalisat Band 1), (Band 2)
- Super locum Hippocratis, in iureiurando maxime vexatum, meditationes. Stopffel, Leipzig 1751. (Digitalisat)
- Noctes Guelphicae sive Opuscula argumenti medico-literarii antehac separatim edita nunc collecta revisa aucta accedunt primitiae Wittembergenses sub muneris professorii auspiciis publice propositae. Berger & Boetner, Rostock/Wismar 1755. (Digitalisat)
- Relationes de libris physico medicis partim antiquis partim raris. Ahlfeld, Wittenberg 1756. (Digitalisat Band 1) Mehr nicht erschienen,
- Memoriae professorum medicinae in Academia Vittebergensi, inde a primis illius initiis renovatae, Spec. I. II. Schomacher, Wittenberg 1755. (Digitalisat Band 1), Band 2. 1756.
- Der in den übeln Folgen der Selbstbefleckung und andern damit verbundenen oft unheilbaren Zufällen, als im Saamen- und weißen Fluß, in der Unfruchtbarkeit, [et]c. sicher rathende Arzt. Eine über diese Krankheiten nach den Regeln der Arzneywissenschaft abgefaßte ... Abhandlung. Heinsius, Leipzig 1769. (Digitalisat)
- Praktisches Werk von der Onanie. Heinsius, Leipzig, 3. Aufl. 1780. (Digitalisat)